# 塔德乌什·布热津斯基

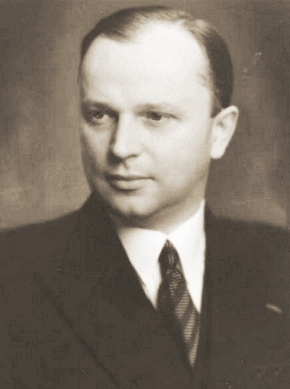
塔德乌什·布热津斯基

塔德乌什·布热津斯基 （波蘭語：Tadeusz Brzeziński，1896年2月21日—1990年1月7日），波兰外交官，前任美国国家安全顾问兹比格涅夫·布热津斯基之父。

## 生平
1896年出生在奥匈帝国小镇佐洛乔夫（今属乌克兰）。在利沃夫和维也纳读过书。作为1918年到1920年波兰独立运动的见证人，他目睹了波兰—乌克兰战争以及对抗苏联的华沙战役 (1920年)。之后担任波兰第二共和国的领事官员，在德国埃森、法国列日、德国莱比锡、苏联哈尔科夫和加拿大蒙特利尔都工作过。在第二次世界大战结束后，苏联占领波兰之后选择在蒙特利尔生活。
在莱比锡任职期间，二战还没爆发，他曾设法营救纳粹集中营里的犹太人。以色列总理梅纳赫姆·贝京承认他为犹太人所做的的努力。
布泽津斯基从1938年担任总领事，直到第二次世界大战结束后共产党接管了波兰。1952年到1962年担任加拿大波兰议会会长，1975年筹划建设世界波兰议会。他一直為魁北克省文化部在一些小村庄设立法语中心直到退休。
1991年布热津斯基因为肺炎逝世。享年94岁。

## 家庭
长子兹比格涅夫·布热津斯基是前美国国家安全顾问，次子莱希·布热津斯基是一名工程师，也生活在蒙特利尔。

## 资源
- Aleksandra Ziolkowska-Boehm, Dreams and Reality, Toronto 1984, ISBN 0-9691756-0-4
- Aleksandra Ziolkowska-Boehm, Kanada, Kanada, Warsaw 1986, ISBN 83-7021-006-6